# Verbascum inexspectatum
Verbascum inexspectatum är en flenörtsväxtart som beskrevs av Karl Heinz Rechinger. Verbascum inexspectatum ingår i släktet kungsljus, och familjen flenörtsväxter. Inga underarter finns listade i Catalogue of Life.